# رانراپالکا
رانراپالکا (به اسپانیایی: Ranrapalca) یک کوه در پرو است که در منطقه انکاش واقع شده‌است. رانراپالکا ۶٬۱۶۲ متر بالاتر از سطح دریا واقع شده‌است.